# Університет Трансмонтани і Верхнього Дору
Університе́т Трансмонта́ни і Ве́рхнього До́ру (порт. Universidade de Trás-os-Montes e Alto Douro) — державний університет у Португалії. Розташований у провінції Трансмонтана і Верхнє Дору, в муніципалітеті Віла-Реал. Заснований 1986 року. Наступник Віла-Реальського політехнічного інституту (1973—1979) та Інституту вищої освіти Трансмонтани і Верхнього Дору (1979—1986). Підпорядковується Міністерству науки, технології і вищої освіти. Має кампуси у Вілі-Реалі. Поділяється на такі школи (факультети): агрономічно-ветеринарну; гуманітарних і суспільних наук; природничих наук і технологій; життя і довкілля; сестринської справи. Має магістратуру й аспірантуру. При університеті діє декілька науково-дослідницьких центрів. Абревіатура — UTAD.

## Історія
- 1973—1979: Віла-Реальський політехнічний інститут
- 1979—1986: Інститут вищої освіти Трансмонтани і Верхнього Дору
- з 1986: Університет Трансмонтани і Верхнього Дору

## Школи
- Школа агрономічно-ветеринарна
- Школа гуманітарних і суспільних наук
- Школа природничих наук і технологій
- Школа життя і довкілля
- Школа сестринської справи